# Billy Connolly
William "Billy" Connolly CBE (Glasgow, 24 de novembro de 1942) é um comediante, músico, apresentador, artista e ator escocês. Também conhecido em seu país natal pelo apelido "The Big Yin". 
Largou a vida nas docas do porto de Glasgow para ir atrás de uma carreira como cantor folk numa banda de pop/folk e, posteriormente, como artista-solo. No início da década de 1970 fez a transição de cantor para a comédia, carreira que exerce até hoje. Também se tornou um ator, e apareceu em diversos filmes de sucesso, como Indecent Proposal (1993); Mrs. Brown (1997), pelo qual foi indicado aos prêmios BAFTA; The Boondock Saints (1999); The Man Who Sued God (2001); The Last Samurai (2003); Lemony Snicket's A Series of Unfortunate Events (2004); Garfield 2 (2008); e The X-Files: I Want to Believe (2008); e The Hobbit: The Battle of the Five Armies (2014). No seu 75º aniversário em 2017, três retratos de Connolly foram feitos pelos principais artistas Jack Vettriano, John Byrne e Rachel Maclean. Estes foram posteriormente transformados em parte da trilha mural oficial de Glasgow. Em outubro do mesmo ano, ele foi cavaleiro no Palácio de Buckingham pelo príncipe William por serviços de entretenimento prestados a caridade.
Conhecido por sua comédia de observação idiossincrática e frequentemente fora de punho, que freqüentemente inclui o uso de palavrões, em 2007, Connolly foi eleito o maior comediante dos 100 Maiores Stand-Ups do Channel 4, e novamente na pesquisa atualizada em 2010.

## Carreira

### Origem de "The Big Yin"
O apelido de Connolly, "The Big Yin", foi usado pela primeira vez durante sua adolescência para diferenciar ele e seu  pai: "Meu pai era um homem muito forte. Amplo e forte. Enorme, como um touro. Ele era "Big Billy" e eu era "Wee Billy". E então fiquei maior do que ele, e tudo ficou fora de controle. E então eu me tornei o Big Yin na Escócia. Então, íamos ao pub e alguém dizia: 'Billy Connolly está dentro'. "Oh? Big Billy ou Wee Billy?". O Grande Yin! "Oh, o pequenino Billy."
Se você fosse um estranho, pensaria: 'Do que essas pessoas estão falando?!'.

### Música folk
Em 1965, juntamente com Tam Harvey, Connolly começou um grupo chamado Humblebums ("vagabundos humildes"). A banda posteriormente teria na sua formação Gerry Rafferty; Connolly cantava, tocava o banjo de cinco cordas, o violão e a autoharpa, e divertia a plateia com suas introduções bem-humoradas às canções. Em sua World Tour of Scotland ("Turnê mundial da Escócia"), Connolly revelou que durante um show no Festival de Edimburgo, os Humblebums subiram ao palco pouco antes do falecido e lendário violinista Yehudi Menuhin. O trio se separou em 1971, e Connolly iniciou uma carreira solo; seu primeiro álbum, Billy Connolly Live!, foi lançado no ano seguinte pela Transatlantic Records, e conta com Connolly como cantor, compositor e músico.
Depois de assistir The Beverly Hillbillies, ele comprou seu primeiro banjo no Mercado de Barrowland. Seus primeiros álbuns eram uma mistura de performances de comédia com interlúdios musicais cômicos e sérios.Entre suas performances musicais mais conhecidas estavam "The Welly Boot Song", uma paródia da música folclórica escocesa "The Wark O' The Weavers", que se tornou sua música-tema por muitos anos; "In the Brownies", uma paródia dos clássicos da banda americana Village People "Y.M.C.A." e "In the Navy" (e para a qual Connolly filmou um videoclipe); "Two Little Boys in Blue", uma crítica dura e irônica da brutalidade policial, feita ao som de "Two Little Boys", de Rolf Harris; e a balada "I Wish I Was in Glasgow", que Connolly interpretaria posteriormente num dueto com Malcolm McDowell, numa aparição especial na sitcom americana da década de 1990 Pearl (com Rhea Perlman). Também interpretou canções da época dos Humblebums, como "Oh, No!", assim como covers despretensiosas - como uma versão de "Coat of Many Colors", de Dolly Parton, que foi incluída em seu álbum Get Right Intae Him!.
Em novembro de 1975 sua paródia da canção de Tammy Wynette, "D-I-V-O-R-C-E", passou uma semana como o single número um do Reino Unido. A letra original de Wynette era sobre os pais soletrando as palavras de uma separação matrimonial iminente, para evitar traumatizar seu filho; a versão de Connolly, por outro lado, brincava com o fato de que muitos proprietários de cães usam as mesmas táticas quando não desejam aborrecer seus animais de estimação a uma ida iminente ao veterinário - a canção fala sobre um casal cujo casamento é arruinado por uma má visita ao veterinário (soletrando "W-O-R-M" ("verme") ou "Q-U-A-R-A-N-T-I-N-E" ("quarentena"), por exemplo). Sua canção "No Chance" era uma paródia de "No Charge", de J.J. Barrie's "No Charge".

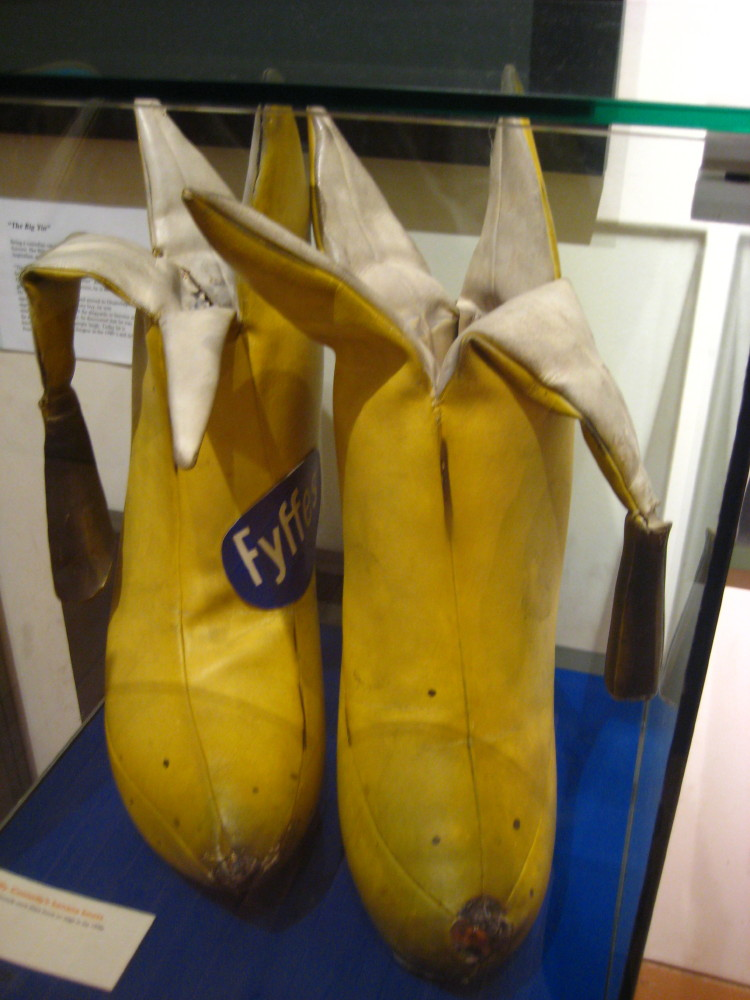
As botas de banana de Connolly, projetadas e fabricadas pelo artista pop de Glasgow, Edmund Smith, e que ele atuou regularmente nos anos 70, estão agora em exibição no Palácio do Povo, em Glasgow.

Em 1985 cantou a música-tema de Supergran, lançada como single, e em 1996 interpretou uma cover de "In the Dreamtime", de Ralph McTell, como tema de sua World Tour of Australia ("Turnê mundial da Austrália"). No fim da década de 1980 Connolly havia abandonado a música de suas performances, embora ainda gravasse canções ocasionais, como uma gravação de sua composição "Sergeant, Where's Mine?", com a banda The Dubliners. Em 1998 gravou uma cover de "Being for the Benefit of Mr. Kite!", dos Beatles, no tributo a George Martin, In My Life. Recentemente executou uma canção no filme Lemony Snicket's A Series of Unfortunate Events e, em 1995 e 2005, lançou dois álbuns de performances instrumentais, Musical Tour of Scotland e Billy Connolly's Musical Tour of New Zealand, respectivamente.
Connolly está entre os artistas que participaram de Banjoman, um álbum gravado em tributo ao músico folk americano Derroll Adams, lançado em 2002, onde toca a canção "The Rock".
Em 2018, Connolly anunciou sua aposentadoria devido às limitações impostas pelos sintomas da doença de Parkinson, condição que lhe fora diagnosticada havia cinco anos.

## Vida pessoal

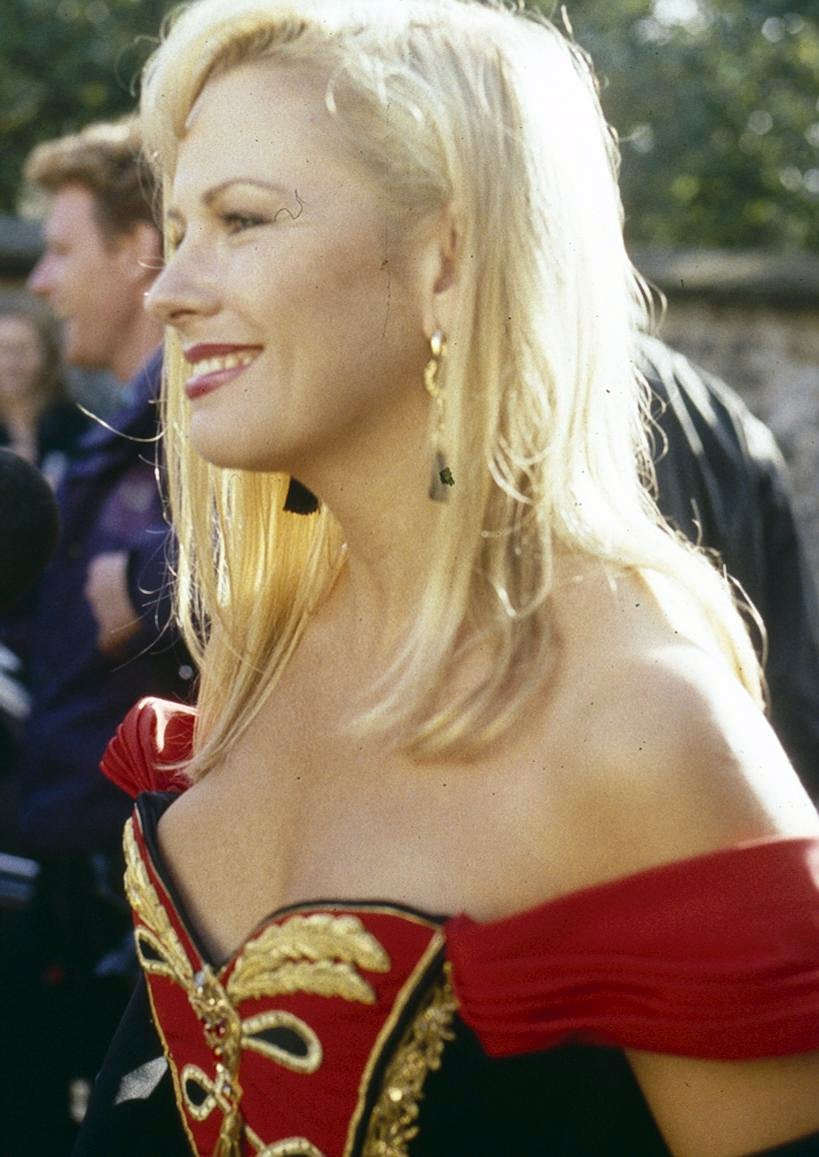
Connolly é casado com Pamela Stephenson desde 1989

Connolly se casou com Iris Pressagh em 1969. Eles se separaram em 1981 e se divorciaram em 1985. Em 1989, ele se casou com sua segunda esposa, a comediante e psicóloga Pamela Stephenson. Ele é pai de cinco filhos: dois do primeiro casamento e três do segundo. Connolly se tornou avô pela primeira vez em 2001, quando sua filha Cara deu à luz Walter.
No livro Billy (e em uma entrevista online de dezembro de 2008), Connolly afirma que foi abusado sexualmente por seu pai entre dez e quinze anos. Ele acredita que isso foi resultado da Igreja Católica não ter permitido o divórcio de seu pai depois que sua mãe deixou a família. Por isso, Connolly tem "uma profunda desconfiança e aversão à igreja católica e a qualquer outra organização que faça lavagem cerebral nas pessoas". Ele se considerou ateu.
Em setembro de 2013, Connolly passou por uma pequena cirurgia para câncer de próstata em estágio inicial. A notícias também afirmaram  que ele estava sendo tratado com os sintomas iniciais da doença de Parkinson. Connolly reconheceu no início de 2013 que havia começado a esquecer suas falas durante as apresentações. Em janeiro de 2019, ele divulgou que seu avanço pode forçar sua aposentadoria dos palcos.
Connolly desistiu de beber álcool em 1985. Connolly apareceu no programa de genealogia da BBC Who Do You Think You Are? em 2 de outubro de 2014, no qual ele descobriu sua ascendência indiana.

## Filmografia
| Ano  | Título |
| ---- | --- |
| 1975 | Filmes para a televisão - Just Another Saturday - Paddy |
| 1976 | - Connolly Filmes para a televisão - The Elephants' Graveyard - Jody Documentários/especiais - Big Banana Feet como ele próprio |
| 1978 | - Absolution as Blakey - Billy Connolly in Concert |
| 1980 | - The Secret Policeman's Ball como ele próprio - Worzel Gummidge: A Cup o' Tea an' a Slice o' Cake - Bogle McNeep |
| 1981 | - Billy Connolly Bites Yer Bum! Documentários/Especiais - Concerto para o Kampuchea |
| 1982 | - The Secret Policeman's Other Ball como ele próprio - The Pick of Billy Connolly Filmes para a televisão - Blue Money - Des |
| 1983 | - Bullshot - Hawkeye McGillicuddy |
| 1984 | Televisão - Tickle on the Tum Filmes para a televisão - Weekend in Wallop como ele próprio |
| 1985 | - Water - Delgado - An Audience with Billy Connolly Televisão - Supergran compositor/cantor da canção-tema Especial de televisão - Live Aid |
| 1986 | - To the North of Katmandu |
| 1987 | - The Hunting of the Snark - The Bellman - Billy Connolly at the Royal Albert Hall |
| 1988 | Documentários/especiais - Nelson Mandela 70th Birthday Tribute |
| 1989 | - The Return of the Musketeers - Caddie |
| 1990 | - Whoopi Goldberg Presents Billy Connolly (HBO Standup Performance) - Crossing the Line (known in the UK as The Big Man) - Frankie (no qual ele raspou seu tradicional cavanhaque) Televisão - Head of the Class - Billy MacGregor (1990–1991) Filmes para a televisão - Dreaming |
| 1991 | - Billy Connolly Live 1991 - Pale Blue Scottish Person (HBO - stand-up) |
| 1992 | - 25 B.C.: The Best of 25 Years of Billy Connolly Televisão - Billy - Billy MacGregor |
| 1993 | - Indecent Proposal (Proposta Indecente) - como o MC do leilão Filmes para a televisão - Down Among the Big Boys - Jo Jo Donnelly |
| 1994 | - Billy Connolly Live 1994 Televisão - World Tour of Scotland |
| 1995 | - Pocahontas - Ben (voz) - Two Bites of Billy Connolly Documentários/especiais - A Scot in the Arctic |
| 1996 | - Muppet Treasure Island - Billy Bones Televisão - Pearl - convidado especial e compositor de "I Wish I was in Glasgow", no episódio "Billy" - Billy Connolly's World Tour of Australia Video-games - Muppet Treasure Island as Billy Bones (voz) |
| 1997 | - Beverly Hills Ninja - como proprietário da loja de antiguidades japonesas - Mrs. Brown - John Brown (indicado para um BAFTA) - Paws - PC (voz) - Billy Connolly: Two Night Stand como ele próprio Filmes para a televisão - Deacon Brodie - Deacon Brodie Documentários/especiais - Sean Connery, an Intimate Portrait - Sean Connery Close Up como ele próprio - Whatever Happened to… Clement and La Frenais? |
| 1998 | - Still Crazy - Hughie - compositor de "Stealin'" - The Impostors - Mr. Sparks - Middleton's Changeling - Alibius |
| 1999 | - The Boondock Saints - Il Duce - The Debt Collector - Nickie Dryden |
| 2000 | - An Everlasting Piece - Scalper - Beautiful Joe - Joe Filmes para a televisão - Columbo: Murder with Too Many Notes - Findlay Crawford |
| 2001 | - Gabriel and Me - Gabriel - The Man Who Sued God - Steve Myers - Who is Cletis Tout? - Dr. Savian - Billy Connolly Live: The Greatest Hits Filmes para a televisão - Prince Charming - Hamish - Gentlemen's Relish - Kingdom Swann Documentários/especiais - Comic Relief: Say Pants to Poverty - Comic Relief Short Pants                                                                                       |
| 2002 | - White Oleander - Barry Kolker - Billy Connolly Live 2002 - Billy Connolly's World Tour of England, Ireland and Wales Documentários/especiais - Ultimate Fights from the Movies como Frankie de Crossing the Line - Billy Connolly: A BAFTA Tribute - Judi Dench: A BAFTA Tribute - The Rutles 2: Can't Buy Me Lunch                                                                                             |
| 2003 | - The Last Samurai - Zebulon Grant - Timeline - Prof. E.A. Johnston Documentários/especiais - Billy Connolly: Erect for 30 Years - Julie Walters: A BAFTA Tribute - The Importance of Being Famous - Overnight como ele próprio - Comic Relief 2003: The Big Hair Do |
| 2004 | - Lemony Snicket's A Series of Unfortunate Events - tio Monty Televisão - Billy Connolly's World Tour of New Zealand como ele próprio Documentários/especiais - Comedy Central Presents: 100 Greatest Stand-Ups of All Time as #73 |
| 2005 | DVD - Billy Connolly: Live in New York Documentários - Ivor Cutler: Looking for Truth with a Pin - The Aristocrats |
| 2006 | - Open Season - McSquizzy - Garfield 2 - Lord Dargis - Fido - Fido DVD - Billy Connolly: The Essential Collection Documentários - Fuck |
| 2007 | DVD - Billy Connolly Live: Was it Something I Said? |
| 2008 | - The X-Files: I Want to Believe as Father Joseph DVD - Billy Connolly: Journey to the Edge of the World |
| 2009 | Televisão - Billy Connolly: Journey to the Edge of the World (ITV1) - Good Sharma as Reverend Webster - Boondock Saints II: All Saints Day as Il Duce |
| 2011 | - The Bear and the Bow as King Fergus - Dr. House, Temporada 8 episódio 14 como Thomas Bell |
| 2013 | - The Hobbit - The Battle of the Five Armies as Dain II Ironfoot |
| 2014 | - What We Did on Our Holiday as Gordy McLeod |

## Discografia
- 1972 - Billy Connolly Live
- 1974 - Cop Yer Whack for This
- 1974 - Solo Concert
- 1975 - Get Right Intae Him!
- 1975 - Words and Music
- 1975 - The Big Yin
- 1976 - Atlantic Bridge
- 1977 - Billy Connolly
- 1977 - Raw Meat for the Balcony!
- 1978 - Anthology
- 1979 - Riotous Assembly
- 1981 - The Pick of Billy Connolly (compilação)
- 1983 - A Change is Good as Arrest
- 1983 - In Concert
- 1984 - Big Yin Double Helping (compilação)
- 1985 - Wreck on Tour
- 1987 - Billy & Albert
- 1991 - Live at the Odeon Hammersmith London
- 1995 - Musical Tour of Scotland
- 1999 - Comedy and Songs (compilação)
- 1999 - One Night Stand Down Under
- 2002 - The Big Yin - Billy Connolly in Concert (compilação)
- 2003 - Transatlantic Years (compilação do material gravado entre 1969 e 1974)
- 2005 - Billy Connolly's Musical Tour of New Zealand
- 2007 - Live in Concert